# دينيس دوفور
دينيس دوفور (بالفرنسية: Denis Dufour)‏ هو ملحن فرنسي، ولد في 9 أكتوبر 1953 في ليون في فرنسا.

## وصلات خارجية
- دينيس دوفور على موقع ميوزك برينز (الإنجليزية)
- دينيس دوفور على موقع ديسكوغز (الإنجليزية)